# Tramwaje w Siemianowicach Śląskich
Tramwaje w Siemianowicach Śląskich – część systemu transportu tramwajowego Górnośląsko-Zagłębiowskiej Metropolii, funkcjonująca w granicach miasta Siemianowice Śląskie od 30 grudnia 1896 roku.
Składa się z jednego odcinka linii tramwajowej o długości około 1,5 km toru pojedynczego, biegnącego w granicach dzielnicy Centrum (rejon osiedla J. Tuwima i Huty Laura), na którym znajdują się trzy stanowiska przystankowe. Tramwaje są obsługiwane na zlecenie Zarządu Transportu Metropolitalnego przez spółkę Tramwaje Śląskie.

## Historia

### Okres przedwojenny
Początki linii tramwajowej do Huty Laura (Siemianowic Śląskich) sięgają 1892 roku. Wówczas to opracowano projekt linii łączącej Królewską Hutę (Chorzów) z Hutą Laura przez Dąb i Katowice. Koncesję na budowę linii tramwaju parowego przyznano berlińskiej firmie Kramer & Co. 23 marca 1896 roku z ważnością na okres 50 lat. 
Odcinek linii na trasie Katowice – Huta Laura oddano do użytku 30 grudnia 1896 roku i była to linia wąskotorowa o rozstawie szyn 785 mm. Początkowy przystanek znajdował się obok późniejszego placu P. Skargi, na początku późniejszej ulicy H. Sienkiewicza. Biegła ona ostrymi łukami przez późniejszą ulicę Starą Katowicką, wzdłuż ogrodzenia huty „Laura” (późniejsza huta „Jedność”), potem pod wiaduktami kolei wąskotorowej (późniejsza linia Górnośląskich Kolei Wąskotorowych) i w pobliżu szybu „Ficinus” kopalni „Siemianowice”. Dalej linia ta biegła wzdłuż szosy prowadzącej w kierunku Alfreda (późniejsze ulice: Katowicka w Siemianowicach Śląskich i Telewizyjna w Katowicach).
Pierwsze tramwaje były prowadzone małymi, obudowanymi parowozami ciągnącymi tramwajowe wagony doczepne. Tego typu pociągi kursowały na tej linii jedynie w pierwszych latach jej istnienia i były one obsługiwane przez małą zajezdnię w rejonie huty. Początkowo tramwaje kursowały co godzinę, na 1 lipca 1901 roku w niedziele i dni wolne od pracy wprowadzono trakt półgodzinny.
3 lutego 1897 roku spółka Kramer & Co. uzyskała zezwolenie na elektryfikację linii do Laurahuty. Połączenia te, realizowane wagonami elektrycznymi Walker, zainaugurowano 3 października 1898 roku na odcinku Huta Laura – Huta Marta, a 25 listopada tego samego roku trasę wydłużono do katowickiego Rynku. Linia ta została zelektryfikowana jako pierwsza w regionie górnośląskim dzięki uruchomieniu nowoczesnej elektrowni w Chorzowie.
Spółka Kramer & Co. planowana także wybudować połączenie tramwajowe o napędzie elektrycznym z Laurahuty do Bytomia, wraz z odgałęzieniem w Bańgowie do granicy z Rosją (zob. granica Królestwa Kongresowego z Królestwem Prus). Miała się ona łączyć z istniejącymi wówczas odcinkami w Laurahucie (linia Huta Laura – Katowice – Królewska Huta) i Bytomiu (linia Gliwice – Bytom – Piekary). W 1899 roku katowicka firma Schikora & Wolff planowała natomiast budowę linii z Zawodzia przez Bogucice i Siemianowice do Bytomia, wraz z odgałęzieniami z Pniak do Burowca i z Bańgowa do granicy z Rosją koło Czeladzi. Koncesję na pierwszą z tych linii przyznano spółce rok później, lecz planów tych ostatecznie nie zrealizowano.
7 lipca 1899 roku powołano do życia nową spółkę – Schlesische Kleinbahn AG (późniejsze Śląskie Kolejki SA), która stała się właścicielem całej sieci tramwajowej na Górnym Śląsku. 25 lipca 1900 roku otwarto połączenie w kierunku Królewskiej Huty (Chorzowa) przez Chorzów (Chorzów Stary).
W 1922 roku cała sieć tramwajowa na terenie późniejszych Siemianowic Śląskich znalazła się w granicach państwa polskiego i w następnych latach wrócono o budowy nowych linii tramwajowych przez obszar miejscowości. Na realizację linii Siemianowice Śląskie – Czeladź w listopadzie 1929 roku uzyskano zgodę Urzędu Wojewódzkiego, lecz ostatecznie jej nie zrealizowano z powodu wybuchu wielkiego kryzysu.
W 1936 roku przez Siemianowice Śląskie kursowały dwie linie tramwajowe:
- Nr 3 Katowice – Siemianowice (Katowice Plac Piłsudskiego – Wełnowiec – Szyb Alfreda – Siemianowice; późniejsza linia nr 13)[11],
- Nr 5 Chorzów – Siemianowice (Chorzów I – Szyb Alfreda – Siemianowice; późniejsza linia nr 12)[11].

### Lata powojenne

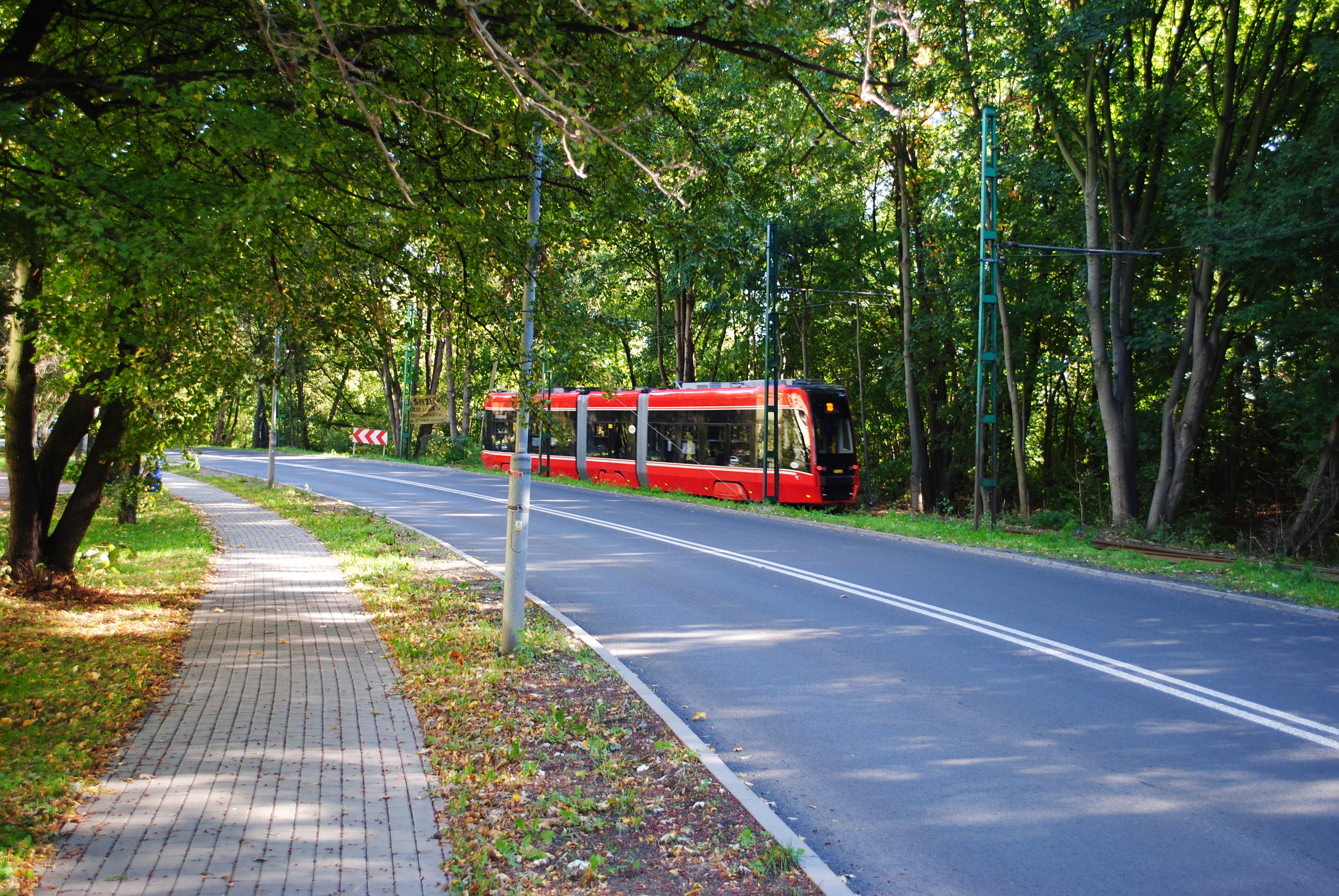
Tramwaj Pesa Twist 2017N na wysokości osiedla J. Tuwima

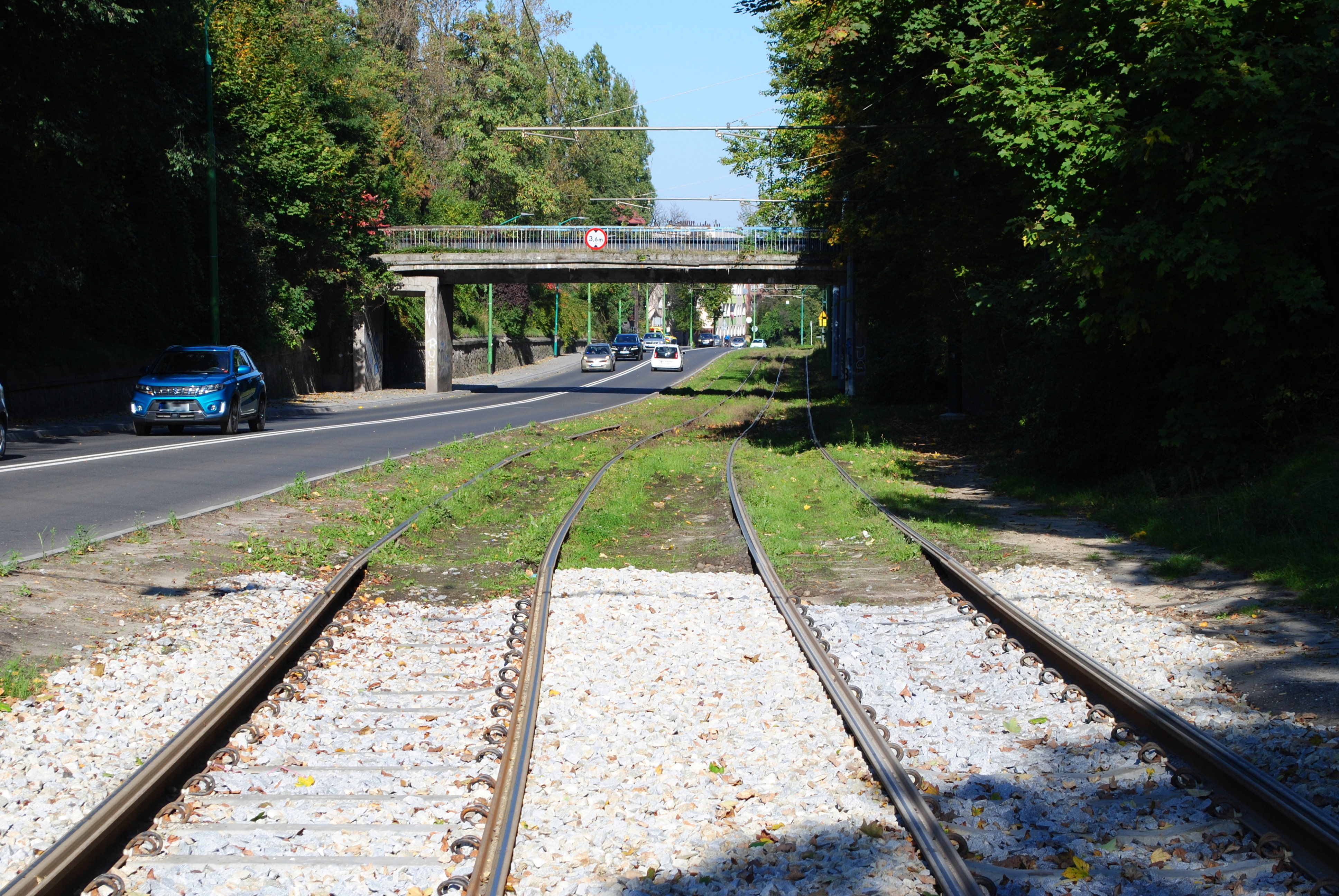
Dwutorowy odcinek linii na wysokości ulicy Lipowej (2021)

Po II wojnie światowej, w lipcu 1945 roku sieć tramwajową w regionie przejęła spółka Koleje Elektryczne Zagłębia Śląsko-Dąbrowskiego pod przymusowym zarządem Ministerstwa Komunikacji. Po usunięciu zniszczeń wojennych szybko przystąpiono do modernizacji sieci tramwajowej, polegającej głównie na przebudowie pozostałych jeszcze w regionie odcinków wąskotorowych na sieć normalnotorową, w tym trasę Alfred – Siemianowice Śląskie. Prace przy przebudowie linii rozpoczęto 1 września 1946 roku. Od mijanki Ficinus trasę wyprostowano i poprowadzono przez teren niezagospodarowany, budując nowy wiadukt pod linią kolei wąskotorowej GKW aż do placu targowego, gdzie linię tramwajową zakończono pętlą. Zlikwidowano wówczas dłuższą o 180 metrów trasę z licznymi łukami. Połączenie to oddano do ruchu 30 listopada 1946 roku.
Pod koniec 1949 roku przez Siemianowice Śląskie kursowała jedna linia – nr 13 Siemianowice – Alfred – Katowice. Linia o długości 6,24 km była obsługiwana przez 4 pociągi z zajezdni Park Kościuszki. Czas przejazdu wynosił wówczas 25 minut, a średnie zapełnienie wagonów 78,84%. Uchwałą Wojewódzkiej Rady Narodowej w Katowicach z dnia 27 lutego 1951 roku Śląsko-Dąbrowskie Linie Komunikacyjne przekształcono w Wojewódzkie Przedsiębiorstwo Komunikacyjne w Katowicach. W 1960 roku w związku z budową wiaduktu w ciągu ulicy S. Staszica nad torami kolejowymi trasę tramwajów skrócono do nowo wybudowanej wówczas pętli przy placu P. Skargi.
W 1991 roku powołano Komunikacyjny Związek Komunalny Górnośląskiego Okręgu Przemysłowego (KZK GOP), której jednym z założycieli było miasto Siemianowice Śląskie. W 2003 roku powołano spółkę Tramwaje Śląskie, której akcje w maju 2007 roku w imieniu gmin przejął KZK GOP, a w grudniu tego samego roku spółka przekazała je gminom, z czego Siemianowice Śląskie otrzymało 0,6% akcji. W 2008 roku na dwóch tramwajowych liniach w Siemianowicach Śląskich kursowały wyłącznie jednoczłonowe wagony tramwajowe typu 105N / 105Na. 1 stycznia 2009 roku zlikwidowano linię tramwajową nr 12 z Chorzów – Chorzów Stary – Siemianowice Śląskie, argumentując to czynnikami ekonomicznymi. Zrobiono to na wniosek władz Chorzowa i Katowic, przy sprzeciwie włodarzy Siemianowic Śląskich. 
1 stycznia 2019 roku nowym organizatorem miejskiego transportu zbiorowego na terenie Górnośląsko-Zagłębiowskiej Metropoli, w tym transportu tramwajowego, został Zarząd Transportu Metropolitalnego (ZTM). W dniach od 3 do 8 sierpnia 2021 roku przebudowano przejazd drogowo-tramwajowy w rejonie ulicy Starej Katowickiej.

## Charakterystyka

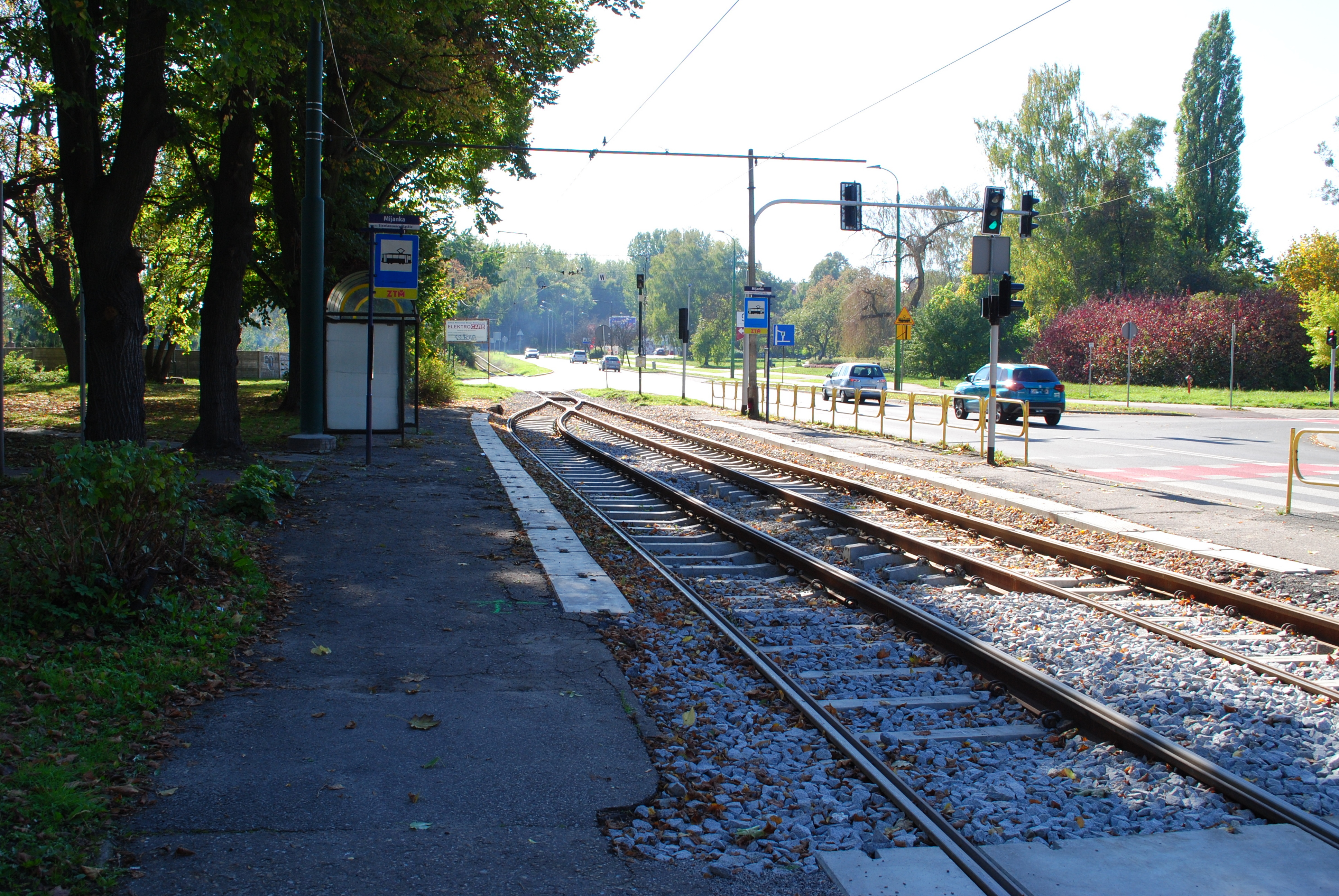
Przystanek Siemianowice Mijanka

Tramwaj jest jednym z dwóch podstawowych rodzajów środków publicznego transportu zbiorowego funkcjonującym na terenie Siemianowic Śląskich. Sieć na terenie miasta przebiega wyłącznie przez teren jednej dzielnicy – Centrum. Składa się z jednej trasy łączącej plac P. Skargi (rejon historycznej gminy Huta Laura) z Katowicami w rejonie placu Alfreda w dzielnicy Wełnowiec-Józefowiec. Biegnie ona w kierunku południowym równolegle do ulicy Katowickiej i dalej zatacza ona łuk w kierunku zachodnim, okalając osiedle J. Tuwima.
Długość sieci tramwajowej na terenie Siemianowic Śląskich według danych z 2007 roku wynosi 1,512 km toru pojedynczego, w  tym 0,782 km t.p. odcinków jednotorowych i 0,730 km t.p. odcinków dwutorowych. Udział odcinków jednotorowych wynosi 51,7%. Gęstość sieci tramwajowej w Siemianowicach Śląskich w 2007 roku była najniższa spośród wszystkich gmin konurbacji katowickiej, w której kursowały wówczas tramwaje – 0,06 km toru/km². Siemianowicki jednotorowy odcinek linii tramwajowej w 2008 roku był zabezpieczony sygnalizacją ręczną.
Według stanu z 2022 roku w mieście funkcjonują 3 przystanki tramwajowe: jednostanowiskowy przystanek Siemianowice Plac Skargi i dwustanowiskowy przystanek Siemianowice Mijanka.
Tramwaje w Siemianowicach Śląskich obsługiwane są przez spółkę akcyjną Tramwaje Śląskie na zlecenie Zarządu Transportu Metropolitalnego (ZTM). Miasto Siemianowice Śląskie w Tramwajach Śląskich według stanu z początku 2019 roku posiadało 57 tys. akcji (0,38% ogółu) – najmniej spośród wszystkich akcjonariuszy. Udział Tramwajów Śląskich w przewozach według liczby kursów odjeżdżających z przystanków na terenie Siemianowic Śląskich 1 stycznia 2008 roku wynosił 5,76%.

## Linie tramwajowe
| Linia        | Przystanek początkowy    | Przystanek końcowy       | Liczba przystanków | Miasta                              | Zajezdnia        | Data likwidacji | Źr.    |
| ------------ | ------------------------ | ------------------------ | ------------------ | ----------------------------------- | ---------------- | --------------- | ------ |
| Czynne       |                          |                          |                    |                                     |                  |                 |        |
| 13           | Chorzów Batory Zajezdnia | Siemianowice Plac Skargi | 23                 | Chorzów, Katowice, Siemianowice Śl. | Będzin, Zawodzie | nd.             | [ 28 ] |
| Zlikwidowane |                          |                          |                    |                                     |                  |                 |        |
| 12           | Chorzów Plac Hutników    | Siemianowice Plac Skargi | ?                  | Chorzów, Katowice, Siemianowice Śl. | ?                | 1 stycznia 2009 | [ 18 ] |